# Erkan Özbey
Erkan Özbey (Rize, 10 febbraio 1978) è un ex calciatore turco, di ruolo difensore.